# Centrum experimentálního divadla
Centrum experimentálního divadla (CED) je příspěvková organizace města Brna, se sídlem v Domě pánů z Fanalu (Zelný trh 9, Brno). CED provozuje Divadlo Husa na provázku, HaDivadlo, platformu Terén, vydává časopis CEDIT, pořádá výstavy, diskuse, koncerty, festivaly a další akce. Od roku 2020 je jeho součástí také Ambasáda nezávislé běloruské kultury.
Současným ředitelem CED je od 1. června 2024 Jan Búrik. Předchozími řediteli byli Milan Sedláček (1992–1993), Petr Oslzlý (1993–2018) a Miroslav Oščatka (2018–2024).

## Současnost CED

### Divadlo Husa na provázku

#### scéna současných témat a nečekaných forem
Je jedním ze zakládajících divadel CEDu. Sídlí v Domě pánů z Fanalu (Zelný trh 9, Brno). Má stálý herecký soubor a funguje jako alternativní studiové repertoárové divadlo. Hraje na velkém sále (provázek.sál) a na sklepní scéně CED (provázek.sklep). Kromě zkoušení nových inscenací pořádá a spoluorganizuje jednorázové akce (Mikuláš na provázku), koncerty, výstavy, besedy, diskuse (provázek.téma), festivaly (spoluorganizuje SETKÁNÍ/ENCOUNTER a Divadelní svět Brno) a inciuje humanitární sbírky (Šíjeme roušky, Brno pro Ukrajinu).
Divadlo Husa na provázku je experimentální divadelní scéna, která sídlí v Brně na Zelném trhu. Soubor vznikl v roce 1967 a byl jedním ze dvou subjektů zakládajících Centrum experimentálního divadla v roce 1992. Zásadním principem tvorby divadla je tzv. nepravidelná dramaturgie, která usiluje o hledání nových cest metodou zkoumání a experimentu. V současnosti klade divadlo důraz na nepodbízivé zpracovávání současných témat a neotřelých literárních předloh. Divadlo Husa na provázku se charakterizuje jako ”divadlo – hnutí” a jako místo sdružující lidi, pro které je divadlo životním postojem.
Mezi doprovodné programy divadla patří vedle diskuzí po představení a lektorských úvodů k inscenacím řada komunitních akcí nebo diskuzní cyklus provázek.téma. Divadlo Husa na provázku připravuje každoročně vlastní festival provázek.open, spoluorganizuje prestižní festival Divadelní svět Brno a dlouhodobě spolupracuje s Mezinárodním festivalem vysokých divadelních škol Setkání/Encounter. Dále spolupracuje s festivalem JazzFest, s Měsícem autorského čtení, s festivalem ŠtetlFest nebo s festivalem Serial Killer.
V roce 2023 vznikl v divadle amatérský soubor pro seniory Studio 60+. Členové souboru tvoří pod vedením profesionálních divadelníků vlastní autorské inscenace s dokumentárními prvky, které se stávají součástí repertoáru divadla. V roce 2025 proběhl pod záštitou DHNP poprvé Festival 60+ se zaměřením na divadlo seniorských souborů.
Mezi umělecké osobnosti Divadla Husa na provázku patří například Eva Tálská, Zdeněk Pospíšil, Peter Scherhaufer, Petr Oslzlý, Vladimír Morávek, Anna Davidová, Boleslav Polívka, Jiří Pecha. 
Uměleckým šéfem je od divadelní sezony 2020/2021 dramaturg Martin Sládeček.

### HaDivadlo

#### scéna progresivní dramaturgie
HaDivadlo je alternativní divadelní scéna s osobitým pohledem na svět a vyhraněnou autorskou poetikou. Od ledna 2004 sídlí v brněnské Alfa pasáži a je druhým zakládajícím subjektem Centra experimentálního divadla. Původní soubor vznikl v roce 1974 v Prostějově pod názvem Hanácké divadlo. Hadivadlo programově reflektuje kritické fenomény společnosti a situaci člověka ve vztahu k jeho prostředí a výzvám budoucnosti. HaDivadlo se dnes zaměřuje především na autorské projekty, svébytné zpracování klasických textů a doprovodné programy.
Důraz klade HaDivadlo na vzdělávání, práci s publikem a budování komunity kolem divadla. Jako doprovodný program k inscenacím pořádá HaDivadlo dramaturgické úvody, besedy po představení s tvůrčími týmy, speciální doprovodné programy Divácké ladění nebo Senior kavárna a komentované prohlídky divadla. 
V roce 2018 vznikl v HaDivadle Klub mladých diváků Brno, který mladému publiku zprostředkovává návštěvy divadel nejen na území města Brna a pořádá pro své členy vlastní řadu doprovodných programů.
Od roku 2022 provozuje HaDivadlo dramatický kroužek pro středoškoláky – Divadelní třída CED.
HaDivadlo spolupracuje s festivaly Setkání/Encounter, …příští vlna/next wave…, hostilo putovní festival Mezifáze.
Mezi umělecké osobnosti spojené s HaDivadlem patří mezi jinými Josef Kovalčuk, Svatopluk Vála, Arnošt Goldflam, Miloš Černoušek, Ján Sedal, Jan Antonín Pitínský, Marián Amsler, Břetislav Rychlík, Simona Peková nebo Jiří Bulis.
Od sezony 2025/2026 nastupuje do pozice uměleckého vedení kolektiv Jana Doležela, Justiny Grecové a Jany Vaverkové. Kolektiv vystřídá režiséra Ivana Buraje, který HaDivadlo vedl od roku 2015.

### TERÉN – pole performativního umění

#### scéna pro současné živé umění a nové formy diváctví
Terén je nejmladší subjekt Centra experimentálního divadla a sídlí v Domě pánů z Fanalu na Zelném trhu. Od svého vzniku v roce 2019 je dramaturgickou a produkční platformou bez vlastního souboru a stálé scény. Podporuje vznik a uvádí nová díla současného živého umění – od pravidelně uváděných divadelních inscenací po interdisciplinární umělecké projekty. Specializuje se na navazování a rozvoj nových spoluprací a jejich forem mezi autorstvem, diváctvem, veřejností, různorodými organizacemi a mezinárodními partnery a sítěmi. Od roku 2025 působí také v prostorách Klubu zastupitelů města Brna.
Mezi současné dlouhodobé projekty Terénu patří série Nové sady, otevřený cyklus performativních akcí, událostí, videí, happeningů, intervencí či instalací, který je obvykle realizován v nedivadelních prostorách v Brně, dále série hudebních událostí Incident v kulturním a komunitním centru Sibiř nebo série událostí v prostorách Klubu zastupitelů s názvem Klub kolektivního snění.
Terén vedle vlastních produkcí navazuje spolupráce s českými i zahraničními umělci a uměleckými kolektivy. V minulosti spolupracoval s pražským Alfrédem ve dvoře, brněnským D’epogem, mezinárodní skupinou Gob Squad, rumunským kulturním centrem Tranzit House nebo německým centrem Tatwerk. 
Terén působí v kulturním sektoru jako iniciátor i jako partner mezinárodních spoluprací v podobě tvorby nových projektů a touringu. Za dobu své existence má za sebou mezinárodní koprodukce nebo účast v mezinárodních projektech Kreativní Evropa – Perform Europe. Realizuje také vlastní projekty s mezinárodním autorským obsazením a uvádí své produkce i v zahraničí. Se svými projekty se Terén pravidelně účastní českých i zahraničních festivalů.
Terén od svého vzniku umělecky vede režisér a dramaturg Matyáš Dlab.

### CEDIT
Je časopis založený v roce 2019. Zabývá se "kontexty a přesahy tvorby Centra experimentálního divadla". Každé číslo je zaštítěno jedním tématem, které řeší scény napříč celým CED. Časopis vychází třikrát ročně tištěně a online.

### Ambasáda nezávislé běloruské kultury
Je projekt iniciovaný v roce 2020 CED na podporu běloruské kultury v reakci na protesty v Bělorusku. Kromě zviditelňování běloruské kultury v České republice iniciuje ambasády rezidenční pobyty běloruských umělců a umělkyň a vznik a vydávání překladů běloruských děl.

## Historie

### Vznik Centra experimentálního divadla
Proces vzniku Centra experimentálního divadla, které bylo oficiálně založeno 11. ledna 1992, je nezbytné vnímat jako zdlouhavý a komplikovaný proces, který urychlily výrazné společenské a politické změny v roce 1989 a na počátku 90. let. Samotný vznik Centra je propojený a částečně iniciovaný také složitou rekonstrukcí Domu Pánů z Fanalu a výstavbou nového komplexu za ním. Právě úvahy Divadla na provázku nad tvůrčím naplněním tohoto budoucího polyfunkčního komplexu vedly na letním soustředění souboru v Příštpu v srpnu roku 1986 během zkoušení inscenace Balet Makábr ke vzniku první vize Centra experimentálního divadla, tehdy koncipovaného jako dramaturgického modelu. Inspiraci pro vznik vize najdeme v počátcích existence Divadla na provázku. V potaz musíme vzít společensky a politicky uvolněné období Pražského jara roku 1968. Příznivé situace využil již na podzim roku 1967 pedagog JAMU a dramaturg Bořivoj Srba, z jehož iniciativy zahajuje neveřejnou pracovní aktivitu sdružení Husa na provázku, původně amatérská skupina profesionálních divadelníků, studentů uměleckých škol, ale také mladých tvůrců napříč uměleckými obory. Bořivoj Srba formuluje základní tvůrčí princip nepravidelné dramaturgie a stává se prvním uměleckým vedoucím nově ustanovené skupiny, jejíž jádro tvořili studenti oboru činoherní režie na JAMU Zdeněk Pospíšil, Eva Tálská a Peter Scherhaufer. Institucionální záštitu nad nově vzniklým souborem převzal brněnský Dům umění, a to i díky náklonnosti jeho ředitele, básníka a překladatele Adolfa Kroupy. Pozdější vznik Centra experimentálního divadla souvisí se snahou sdružení Husa na provázku deklarovat se jako divadelní kolektiv, který má ambici stát se kulturním hnutím.  

### Rekonstrukce Domu pánů z Fanalu a výstavba nové budovy[9]
Pozdější vznik Centra experimentálního divadla byl spjat a přímo ovlivněn existenciální touhou Divadla na provázku po vlastní budově zohledňující nepravidelnou dramaturgii a poetiku souboru původně působícího v Procházkově síni Domu umění. Koncept nové budovy pro potřeby Divadla Husa na provázku začíná získávat reálné obrysy kolem roku 1983. V této době vůdčí osobnosti divadla rozvíjejí shakespearovskou linii v dramaturgii vycházející z představy Theatra mundi - divadla světa. Tuto ideu vyjádřili plnohodnotným projektem situovaným na Františkánské náměstí (neoficiálně Římské náměstí) v Brně nejprve Miroslav Masák a Václav Králíček z libereckého SIALu (Sdružení inženýrů a architektů v Liberci) a souběžně s nimi také Karel Hubáček. Masákův přístup počítal s renovací a oživením celého prostoru Františkánského náměstí a dočkal se první ceny na urbanistické soutěži v Paříži. Možná právě proto brněnská komunistická administrativa realizaci projektu zastavila. Vedení Divadla na provázku vyvinulo úsilí získat pro novostavbu jinou parcelu. Našlo ji pod brněnským Petrovem. Členitá parcela sousedila z východní části s barokním palácem, Domem pánů z Fanalu, a ze severní části ji obklopovaly činžovní domy z 19. století. Na nové projektové studii, pro výše popsanou parcelu, pojaté jako rekonstrukce a dostavba městského barokního paláce začíná pracovat v těsné spolupráci s tvůrci Divadla na provázku architekt Václav Králíček, který se již podílel na předchozí Masákově zamítnuté variantě. Specifika a složitost parcely pod Petrovem vyřešil Králíček novostavbou propojující rekonstrukci Domu pánů z Fanalu se vznikem sklepní scény, otevřenou alžbětinskou scénou inspirovanou Shakespearovými pavlačovými divadly a uzavřenou novou scénou vynikající variabilitou prostoru.

### Novostavba Divadla na provázku jako impuls vzniku CED
Ke vzniku první vize Centra experimentálního divadla dochází v roce 1986 a úzce souvisí s pozvolnou realizací novostavby Divadla na provázku. Z hlediska procesu vzniku Centra experimentálního divadla se od počátku roku objevují první studie již jedenáctého pokusu o projekt divadelní budovy a prostoru pro Divadlo na provázku, jež by reflektovala a nejlépe vyhovovala jeho poetice založené na variabilitě a pestrosti inscenačních forem. Symbolicky důležitým momentem se stala iniciativa tehdejšího ředitele Divadla na provázku Jaroslava Tučka spočívající v umístění základního kamene na čelní zeď budoucího divadelního komplexu, k níž došlo  23. září 1986. Architekt Králíček projekt dopracovával i během probíhajících stavebních prací a oficiální verzi předložil až v roce 1988. Ta ale nebyla přijata a projekt, po Králíčkově odchodu ze SIALu, převzali Karel Hubáček a Jiří Hakulín. Podle Králíčkova původního návrhu z roku 1985 však byla postavena hrubá stavba. Rekonstrukce historické části budovy Domu pánů z Fanalu byla dokončena až dle návrhu architekta Jana Konečného, který s Divadlem na provázku spolupracoval i jako scénograf.

### Pracovní soustředění v Příštpu a vize Centra experimentálního divadla
Jedním z prvních impulsů, který později vedl k založení Centra experimentálního divadla, bylo pracovní soustředění souboru Divadla na provázku v Příštpu nedaleko Jaroměřic nad Rokytnou (srpen 1986) během zkoušení inscenace Balet Makábr. Právě tam vznikla první vize Centra experimentálního divadla jako tvůrčího naplnění dramaturgického modelu budoucích prostor projektovaného komplexu na Zelném trhu. Ke konci roku bylo s pracovním konceptem, který propojoval obě divadla, seznámeno vedení HaDivadla, což otevřelo prostor k pracovním diskusím o postupném směřování ke společnému založení plnohodnotné alternativní kulturní instituce s názvem Centrum experimentálního divadla. Původně dramaturgický model se postupně stal svého druhu obranným paktem dvou divadel ohrožených režimem. Mimořádně důležitou  roli sehrál také otevřený dopis skupiny tvůrců alternativních divadel (HaDivadlo, Divadlo na okraji, Studio Ypsilon a další) a části spřízněných teoretiků jako Eva Šormová, Karel Steigerwald, Vlasta Gallerová, Karel Král či Bohumil Nekolný a další. Myšlenkový koncept vyšel v časopise Scéna pod názvem Příspěvek do diskuze v roce 1987. Jeho autoři požadovali svobodu projevu, společnosti a nastavení rovného a svobodného pojetí v českém divadelním prostředí. Konkretizace těchto požadavků byla později představena na IV. sjezdu dramatických umělců (4.-5. května 1987), a i když byly tyto apely postupně umlčeny, sehrála iniciativa významnou roli nejen v procesu pozdější demokratizace českého divadelního prostředí, ale nepřímo podmínila i pozdější vznik Centra experimentálního divadla. O rok později na tyto myšlenky navázala alternativní škola Bořivoje Srby nazvaná Divadelní seminář, která se tak stává první, byť neoficiální, tvůrčí aktivitou Centra experimentálního divadla. 

### Od institucionálních změn k založení Centra experimentálního divadla
Dynamika Sametové revoluce a porevolučního vývoje začátku 90. let je v mnohém podobná podmínkám vzniku Divadla na provázku v období Pražského jara. Navíc Divadlo na provázku a HaDivadlo jako nositelé myšlenky Centra experimentálního divadla byli přímými aktéry dějinných událostí. Právě proto porevoluční období raných 90. let překypuje množstvím nejrůznějších projektů a aktivit. 
V roce 1990 prochází symbolickou proměnou nejprve Divadlo na provázku, do jehož názvu se vrací cenzurou zakázané slovo „husa“. Stěžejním momentem se jeví společný postup s HaDivadlem, když v rámci Státního divadla začínají společně vystupovat a jednat jako Centrum experimentálního divadla. Následují také personální změny. Mezi nimi k 1. lednu 1990 odstupuje z vedení Divadla Husa na provázku dosavadní ředitel Jaroslav Tuček. Právě od roku 1990 začíná Divadlo Husa na provázku s HaDivadlem oficiálně realizovat program Centra experimentálního divadla. Do čela tohoto uskupení již oficiálně označovaného jako Centrum experimentálního divadla přichází 1. března 1990 Milan Sedláček, který se později stane prvním ředitelem CED a až do roku 1993 působí v jeho čele. Po jeho odchodu do diplomatických služeb se stává ředitelem jeden ze zakladatelů CED Petr Oslzlý, který vede tuto instituci až do roku 2018. Manažerkou mezinárodního programu CED, který je z počátku hlavní činností CED, se stává dosavadní tajemnice Divadla Husa na provázku Margita Fuchsová. První oficiální aktivity CED jsou spojeny spíše s  navazováním mezinárodních kontaktů se zahraničními kulturními institucemi, s účastí na mezinárodních festivalech, kam spadá divadelní festival ČSFR (České a Slovenské Federativní Republiky) v západní části spojeného Berlína v roce 1990 či s organizováním návštěv zahraničních souborů (září 1990, Living Theatre v Brně)  a mezinárodních seminářů o managementu divadel a kulturní politice. V roce 1991 zakládá režisérka Divadla Husa na provázku Eva Tálská Studio Dům, které mělo dle původního záměru fungovat nezávisle na DHNP a propojovat alternativní divadelní školu s inscenační tvorbou. Činnost studia kvůli absenci adekvátních prostor zaštítila i CED, a tak se stalo jedním ze zakládajících souborů tohoto uskupení. HaDivadlo ve spolupráci s Ochotnickým kroužkem režiséra Jana Antonína Pitínského iniciovalo na jaře 1991 projekt vlastního kulturního centra Kabinet múz, který zahájil činnost v sále na Sukově ulici č. 4. Klíčovými postavami vznikající koncepce CED byli zejména tehdejší dramaturg Divadla Husa na provázku Petr Oslzlý a dramaturg a režisér Josef Kovalčuk za HaDivadlo. 
K završení procesu vzniku Centra experimentálního divadla jako svébytné kulturní instituce dochází až v roce 1992. Nejprve je realizováno vyvázání Divadla Husa na provázku a HaDivadla ze svazku Zemského divadla v Brně. K 1. lednu 1992 konečně vzniká rozhodnutím zastupitelstva města Brna příspěvková organizace Centrum experimentálního divadla se sídlem v Domě pánů z Fanalu, přední části nového komplexu. V sobotu 11. ledna dochází k oficiálnímu zahájení provozu v dokončené, avšak dosud nevybavené, budově Domu pánů z Fanalu, a to několikahodinovým programem s názvem Otevření dveří, na němž se podílejí Divadlo Husa na provázku, HaDivadlo, Studio Dům a Nedětské studio. Souběžně s otevřením rekonstruovaného Domu pánů z Fanalu vzniká v rámci CED Galerie Katakomby, na níž naváže otevřením nové scény o rok později Galerie Foyer pod vedením architekta Josefa Bubeníka.

## Knihovna, archiv a nakladatelská činnost CED
Součástí činností Centra experimentálního divadla je knihovnická a archivační činnost. Knihovna byla otevřena v roce 1997 a obsahuje přes 3000 svazků odborné a umělecké literatury. Je členem Mezinárodní organizace divadelních knihoven a muzeí SIBMAS.
Archiv je stejně jako knihovna přístupný badatelům a obsahuje dokumentace akcí pořádaných CED, archiv Divadla Husa na provázku, archiv Divadla U stolu a archiv platformy Terén. Dále obsahuje částečný archiv HaDivadla a částečný archiv Studia Dům.
CED výdává a podílí se na vydávání různých kulturně a společensky zaměřené publikací, časopisy a další tiskoviny
- Periodika
  - CEDIT – kontexty a přesahy Centra experimentálního divadla (od 2019), dostupné na webu.
  - Buletin HaDivadla (2006–2014)

- Publikace
  - SEČKAŘ, Marek, S. A. SMATRYČÈNKA a Miroslav OŠČATKA. Zaostřeno na Bělorusko. Brno: Centrum experimentálního divadla, 2022. ISBN 9788090692039.
  - NĚMEČKOVÁ, Lucie a Vladimír MORÁVEK. Překrásný příběh 1999-2019: kniha v pohybu II... Brno: Centrum experimentálního divadla, příspěvková organizace - Divadlo Husa na provázku, 2017. ISBN 9788090692008.
  - NĚMEČKOVÁ, Lucie, ed. Duha v Brně, aneb, Velký třesk k 45letí divadla: Divadlo Husa na provázku. Brno: Centrum experimentálního divadla, 2013. ISBN 9788090346765.
  - PAVLÍČEK, Jan F. Ars conceptus - vnitřní prostor. Brno: Centrum experimentálního divadla, 2013. ISBN 978-80-903467-5-8.
  - THOMA, Andrea. Andrea Thoma: twi_light : výstava fotografií a videoprojekcí ... : Galerie Katakomby, Centrum experimentálního divadla, Brno, Česká republika : 29.10.-15.11.2009. Brno: Centrum experimentálního divadla, 2009. ISBN 9788090346734.
  - AMBROVÁ, Alena. Setkání: 114 povídek z Divadla na provázku. Brno: Centrum experimentálního divadla, 2004. ISBN 809026848X.
  - Sklepení ...: přehlídka inscenací ... : Divadlo U stolu. Brno: Centrum experimentálního divadla, 2001.
  - BUDÍK, Arnošt. Rozdělávání ohňů. Brno: Centrum experimentálního divadla, 2000.
  - OSLZLÝ, Petr. Archa 2000: divadlo v pohybu : Praha (7.-11.6.) : Brno (20.-22.6) : [katalog]. Brno: Centrum experimentálního divadla, 2000. ISBN 80-902684-1-2.
  - FILIPPOVOVÁ, Marie, Anna JANIŠTINOVÁ a Jaroslav KOLMAN CASSIUS. Marie Filippovová: Noční návštěva (poznámky k básni) : [katalog výstavy : Centrum experimentálního divadla, Brno : 3.-14. prosince 1999]. Brno: Centrum experimentálního divadla, 1999. ISBN 8023874594.
  - OSLZLÝ, Petr. Divadlo Husa na provázku 1968(7)-1998: kniha v pohybu I... : roky, inscenace, grafika, fotografie, dokumenty. Brno: Centrum experimentálního divadla, 1999. ISBN 8090268404.
  - FILIPPOVOVÁ, Marie a Ludvík KUNDERA. Marie Filippovová: rostlinné extrakty na losinu : [katalog výstavy] : CED Brno : Galerie Foyer : 25.10.-11.11.1995. Brno: Centrum experimentálního divadla, 1995.
  - VICENTE, Gil a Fernando PESSOA. Vzhůru do pekla: moralita o pekelné bárce, na niž se nalodil Fernando Pessoa. Brno: Centrum experimentálního divadla, 1995.
- Periodika, na jejichž vydávání se CED podílel či podílí
  - Rozrazil: revue na provázku – poutavý časopis (2006–2017), spolu s nakladatelstvím Větrné mlýny a Centrem pro kulturu a společnost.

- Publikace, na jejichž vydávání se CED podílel či podílí
  - BHOWMICK, Subrata. Subrata Bhowmick: indické kalendáře : 59. výstava cyklu Brno - hlavní město grafického designu : Galerie HaDivadlo Brno = Indian calendars : 59th exhibition of Brno - the capital of graphic design cycle : HaDivadlo Brno Gallery : 9.4.-20.5.2010. Brno: Sdružení Bienále Brno, 2010. ISBN 9788086830162.
  - HANÁKOVÁ, Klára. Na Pohádku máje: analýza a rekonstrukce inscenace Zdenka Pospíšila v Divadle na provázku. V Brně: Janáčkova akademie múzických umění, 2010. ISBN 9788086928869.
  - OSLZLÝ, Petr. Commedia dell'arte Divadla na provázku (1974-1985): analýza, rekonstrukce, dokumentace inscenace režiséra Petra Scherhaufera & Harlekýna Boleslava Polívky. Brno: Janáčkova akademie múzických umění v Brně, Divadelní fakulta, 2010. ISBN 9788086928883.
  - RAJLICH, Jan. Jan Rajlich - 150 let: 60. výstava cyklu Brno - hlavní město grafického designu : Galerie HaDivadlo Brno = Jan Rajlich - 150 years : 60th exhibiton of Brno - the capital of graphic design cycle : HaDivadlo Brno Gallery : 1.6.-30.9.2010. Brno: Sdružení Bienále Brno, 2010. ISBN 9788086830179.
  - SRBA, Bořivoj. Vykročila husa a vzala člověka na procházku: Pojď!: založení a prvních pět let umělecké tvorby Mahenova nedivadla Husa na provázku (Divadla na provázku) 1967-1972 : dokumenty - memoáry - studie. Brno: Janáčkova akademie múzických umění v Brně, 2010. ISBN 9788086928890.
  - Česká vize: hledání identity 21. století. Brno: Dialog centrum, 2009. ISBN 9788025498354.
  - OSLZLÝ, Petr, Vladimír MORÁVEK a Lucie NĚMEČKOVÁ, ed. Cirkus Havel. Brno: Větrné mlýny, 2008. ISBN 9788086907529.
  - Divadlo svět: Brno - hlavní město grafického designu 41 : divadelní plakáty členů Sdružení Bienále Brno = Theatre world : Brno - the capital of graphic design 41 : playbills by the Brno Biennale Association members : [38 grafiků z 15 zemí] : 21.9.-10.11.2007, Galerie HaDivadlo Brno. Brno: Sdružení Bienále Brno, 2007.
  - NOVAK, Walter. Legendy rock'n'rollu objektivem Waltera Novaka: 26.4.-31.5.2007 Galerie HaDivadlo Brno : 38. výstava cyklu Brno - město grafického designu. Brno: [Sdružení Bienále Brno, 2007]. ISBN 9788086830124.
  - MORÁVEK, Vladimír, Petr OSLZLÝ a Barbara GREGOROVÁ, ed. Sto roků kobry: bestiář podle Dostojevského : [Svlékání z kůže : 1. premiéra 14.10.2006 v Divadle Husa na provázku, Brno v rámci festivalu Idioti na provázku, 2. premiéra 28.10.2006 v Divadle Archa, Praha : Divadlo Husa na provázku, CED, sezóna 2006-2007. Brno: Větrné mlýny, 2006. ISBN 8086907317.

## Ukončené projekty
- Jednorázové projekty a festivaly
  - 2022 – Podívat se Ukrajině do očí, 30 CED, JUKEBOX SKÁCEL
  - 2021 – Havel žije, VISEGRAD FOCUS: Belarus, Umělcem v Bělorusku
  - 2020 – Vykolejit
  - 2019 – Třicet: Horizontální oslava, Klimatická výzva
  - 2017 – Alžbětinské léto
  - 2016 – Málo bylo Havla!
  - 2013 – ROZRAZIL 5/2013 – O NAŠÍ NYNĚJŠÍ KRIZI
  - 2011 – Výprodej IV. 2004–2011
  - 2009 – Týden kejklířů
  - 2008 – Noc kejklířů
  - 2005 – ...BRNĚNSKÁ SCÉNA?
  - 2004 – Divadlo v pohybu VI
  - 2003 – Prostor v pohybu
- Dlouhodobé projekty
  - Divadlo U stolu (1998–2018)
  - Projekt CED (1994–2019)
  - Večery pro Ellen (1995–2010)
  - Projekt ProEntrée (2014–2018)
- Projekty pokračující mimo CED
  - Studio dům (1992–2013)
  - HaChucpa (1997–2010)

## Spolupráce CED
- Sdružení a instituce, s nimiž CED pravidelně spolupracuje
  - Divadlo Líšeň (od 2006)
- Sdružení a instituce, s nimiž CED pravidelně spolupracoval
  - Sdružení Q
  - Divadlo v 7 a půl (2002–2003)
  - Divadlo Neslyším (2002–2012)
  - Buranteatr (2006–2008)
  - Divadlo Feste (2009–2010)
- Jednorázové projekty, na nichž CED spolupracoval
  - 2022 – SKÁCEL STO, Brno pro Ukrajinu
  - 2021 – Kultura volí dialog
  - 2017 – Meeting Brno, SCHULZFEST
  - 2013 – Divufest (festival divadla utlačovaných)
  - 2011 – Festival BUŠ!, Festival Youth 4 You(th)
  - 2006 – V-day, Artkontakt
  - 2005 – Mezinárodní divadelní maratón (v rámci festivalu SETKÁNÍ/ENCOUNTER), Duesseldorf v Brně, Letní dílna pro zrakově postiženou mládež (spolupráce s MU)
  - 2002 – DIVADLO NA VODĚ (ARCHA)
  - 2001 – ARCHA 2001 – divadlo v pohybu – AKCE – INSTALACE
  - 2000 – ARCHA 2000 – divadlo v pohybu
- Dlouhodobé projekty, na nichž CED spolupracoval
  - Noc divadel (2013–2018)
  - Hyde Park Zelňák (2012–2014), spolu s týdeníkem RESPEKT
  - Cestovatelské večery (2012–2020), spolupráce s cestovní kanceláří Livingstone
  - První úspěch (2011–2012), spolu s občanským sdružením Tripitaka
  - Festival ProART (2008–2010, 2016–2017)
  - Burianova kulturní ozdravovna (2006–2010)
  - Zelené peří (2000–2005), večery Miroslava Kováříka ve spolupráci s ČRo
  - Mezinárodní folklorní festival (1998–2000, 2003)
  - Festivadlo (1997–2006)
  - Parrésia (1997–2000, 2002–2006) ve spolupráci s ČCE v Hodních Dubenkách
  - Antidiskotéky Jiřího Černého (1996–1997)
  - Antropologické večery (1996–2004)

### Použitá literatura
- CENTRUM EXPERIMENTÁLNÍHO DIVADLA. Hodnocení výsledků hospodaření a činnosti CED za rok 1994. Brno, 1995. 22 s.
- CENTRUM EXPERIMENTÁLNÍHO DIVADLA. Hodnocení výsledků hospodaření a činnosti CED za rok 1995. Brno, 1996. 36 s.
- CENTRUM EXPERIMENTÁLNÍHO DIVADLA. Hodnocení výsledků hospodaření a činnosti CED za rok 1996. Brno, 1997. 32 s.
- CENTRUM EXPERIMENTÁLNÍHO DIVADLA. Hodnocení výsledků hospodaření a činnosti CED za rok 1997. Brno, 1998. 32 s.
- CENTRUM EXPERIMENTÁLNÍHO DIVADLA. Hodnocení výsledků hospodaření a činnosti CED k 30. 9. 2000. Brno, 2000. 20 s. online
- CENTRUM EXPERIMENTÁLNÍHO DIVADLA. Hodnocení výsledků hospodaření a činnosti CED za rok 2001. Brno, 2002. 24 s. online
- CENTRUM EXPERIMENTÁLNÍHO DIVADLA. Hodnocení výsledků hospodaření a činnosti CED za rok 2002. Brno, 2003. 25 s. online
- CENTRUM EXPERIMENTÁLNÍHO DIVADLA. Hodnocení výsledků hospodaření a činnosti Centra experimentálního divadla v roce 2003. Brno, 2004. 26 s. online
- CENTRUM EXPERIMENTÁLNÍHO DIVADLA. Zpráva o výsledku hospodaření a činnosti Centra experimentálního divadla v roce 2004. Brno, 2005. 33 s. online
- CENTRUM EXPERIMENTÁLNÍHO DIVADLA. Zpráva o výsledku hospodaření a činnosti Centra experimentálního divadla v roce 2005. Brno, 2006. 48 s. online
- CENTRUM EXPERIMENTÁLNÍHO DIVADLA. Zpráva o výsledku hospodaření a činnosti Centra experimentálního divadla v roce 2006. Brno, 2007. 93 s. online
- CENTRUM EXPERIMENTÁLNÍHO DIVADLA. Zpráva o výsledku hospodaření a činnosti Centra experimentálního divadla v roce 2007. Brno, 2008. 95 s. online
- CENTRUM EXPERIMENTÁLNÍHO DIVADLA. Zpráva o výsledku hospodaření a činnosti Centra experimentálního divadla v roce 2008. Brno, 2009. 87 s. online
- CENTRUM EXPERIMENTÁLNÍHO DIVADLA. Zpráva o výsledku hospodaření a činnosti Centra experimentálního divadla v roce 2009. Brno, 2010. 94 s. online
- CENTRUM EXPERIMENTÁLNÍHO DIVADLA. Zpráva o výsledku hospodaření a činnosti Centra experimentálního divadla, příspěvkové organizace v roce 2010. Brno, 2011. 122 s. online
- CENTRUM EXPERIMENTÁLNÍHO DIVADLA. Zpráva o výsledku hospodaření a činnosti Centra experimentálního divadla, příspěvkové organizace v roce 2011. Brno, 2012. 105 s. online
- CENTRUM EXPERIMENTÁLNÍHO DIVADLA. Zpráva o výsledku hospodaření a činnosti Centra experimentálního divadla, příspěvkové organizace v roce 2012. Brno, 2013. 114 s. online
- CENTRUM EXPERIMENTÁLNÍHO DIVADLA. Zpráva o výsledku hospodaření a činnosti Centra experimentálního divadla, příspěvkové organizace v roce 2013. Brno, 2014. 123 s. online
- CENTRUM EXPERIMENTÁLNÍHO DIVADLA. Zpráva o výsledku hospodaření a činnosti Centra experimentálního divadla, příspěvkové organizace v roce 2014. Brno, 2015. 119 s. online
- CENTRUM EXPERIMENTÁLNÍHO DIVADLA. Zpráva o výsledku hospodaření a činnosti Centra experimentálního divadla, příspěvkové organizace v roce 2015. Brno, 2016. 117 s. online
- CENTRUM EXPERIMENTÁLNÍHO DIVADLA. Zpráva o výsledku hospodaření a činnosti Centra experimentálního divadla, příspěvkové organizace v roce 2016. Brno, 2017. 122 s. online
- CENTRUM EXPERIMENTÁLNÍHO DIVADLA. Zpráva o výsledku hospodaření a činnosti Centra experimentálního divadla, příspěvkové organizace v roce 2017. Brno, 2018. 128 s. online
- CENTRUM EXPERIMENTÁLNÍHO DIVADLA. Zpráva o výsledku hospodaření a činnosti Centra experimentálního divadla, příspěvkové organizace v roce 2018. Brno, 2019. 116 s. online
- CENTRUM EXPERIMENTÁLNÍHO DIVADLA. Zpráva o výsledku hospodaření a činnosti Centra experimentálního divadla, příspěvkové organizace v roce 2019. Brno, 2020. 133 s. online
- CENTRUM EXPERIMENTÁLNÍHO DIVADLA. Zpráva o výsledku hospodaření a činnosti Centra experimentálního divadla, příspěvkové organizace v roce 2020. Brno, 2021. 133 s. online
- CENTRUM EXPERIMENTÁLNÍHO DIVADLA. Zpráva o výsledku hospodaření a činnosti Centra experimentálního divadla, příspěvkové organizace v roce 2021. Brno, 2022. 111 s. online